# کنیاز هاسانوف
کنیاز هامیدی هاسانوف (Կնյազ Համիդի Հասանով؛ کردی: Knyaz Hasanov زادهٔ ۱۷ ژانویهٔ ۱۹۴۵) یک سیاستمدار کردتبار اهل ارمنستان است که از تاریخ ۲۰۱۷ تا کنون سمت نمایندگی دوره‌های ششم تا هشتم مجلس ملی جمهوری ارمنستان را برعهده دارد.

## زندگی‌نامه
در ۱۷ ژانویه ۱۹۴۵ در روستای آستخابرد به دنیا آمد و از دانشگاه ملی علوم کشاورزی ارمنستان و در سال ۱۹۶۸ در رشته اقتصاد سیاسی از en:Marx–Engels–Lenin Institute مسکو فارغ‌التحصیل گشت.  وی متأهل و صاحب دو فرزند است.